# Вільтруд Дрексель
Вільтруд Дрексель  (нім. Wiltrud Drexel, 16 серпня 1950) — австрійська гірськолижниця, олімпійська медалістка.

## Виступи на Олімпіадах
| Олімпіада    | Дисципліна         | Місце  |
| ------------ | ------------------ | ------ |
| Саппоро 1972 | гігантський слалом | 3      |
| Саппоро 1972 | слалом             | участь |